# Пливање на Летњим олимпијским играма 2012 — 4×200 метара слободно за мушкарце
Пливачка трка у штафети 4х200 метара слободно за мушкарце на Летњим олимпијским играма 2012. у Лондону одржана је 31. јула на базену центра за водене спортове. Квалификације су пливане у јутарњем термину а финале у вечерњем делу програма истог дана. Учествовало је укупно 16 штафета. Пласман на игре обезбедило је 12 најбољих штафета са Светског првенства 2011. и још 4 штафете са најбољим временима. Учествовало је укупно 64 пливача из 16 земаља.
Златну медаљу убедљивом трком освојила је штафета САД, испред штафета Француске која је поставила и нови национални рекорд и Кине. У штафети САД у последњој измени пливао је Мајкл Фелпс коме је ово била 19. олимпијска медаља у каријери (од тога 16. златна).

## Освајачи медаља
| | Резултат | | Резултат | | Резултат |
| |          | |          | |          |
| САД · Рајан Локти (1:45,15) · Конор Двајер (1:45,23) · Рики Беренс (1:45,27) · Мајкл Фелпс (1:44,05) · Чарли Хачин* · Мет Маклин* · Дејвис Тарвотер* | 6:59,70  | Француска · Амори Лево (1:46,70) · Грегори Моле (1:46,83) · Клемон Лефер (1:46,00) · Јаник Ањел (1:43,24) · Жереми Стравијус* | 7:02,77  | Кина · Хао Јин (1:47,12) · Ли Јинђи (1:46,46) · Хаиђи Ђанг (1:47,17) · Суен Јанг (1:45,55) · Ли Џиву* · Даи Ђин* | 7:06,30  |

Напомена: Пливачи означени звездицом (*) су пливали у квалификацијама.

## Рекорди
Пре почетка олимпијских игара у овој дисциплини важили су следећи рекорди:
| Светски рекорд    | САД · Мајкл Фелпс (1:44,49) · Рики Беренс (1:44,13) · Дејвид Волтерс (1:45,47) · Рајан Локти (1:44,46)  | 6:58,55 | Рим, Италија | 31. јул 2009.    | [ 1 ] [ 2 ] |
| Олимпијски рекорд | САД · Мајкл Фелпс (1:43,31) · Рајан Локти (1:44,28) · Рики Беренс (1:46,29) · Питер Вандеркај (1:44,68) | 6:58,56 | Пекинг, Кина | 13. август 2008. | --          |

## Резултати квалификације
| Пла. | Трка | Стаза | НОК                       | Пливачи | Резултат | Нап. |
| ---- | ---- | ----- | ------------------------- | --- | -------- | ---- |
| 1.   | 2    | 4     | Сједињене Америчке Државе | Чарли Хачин (1:48,22) Мет Маклин (1:46,68) Дејвис Тервотер (1:46,33) Конор Двајер (1:45,52)                | 7:06,75  | КВ   |
| 2.   | 1    | 4     | Француска                 | Жереми Стравијус (1:47,42) Грегори Моле (1:47,56) Амори Лево (1:47,87) Клемон Лефер (1:46,33)              | 7:09,18  | КВ   |
| 3.   | 1    | 5     | Немачка                   | Тим Валбургер (1:48,10) Димитри Колупаев (1:47,47) Клеменс Рап (1:48,04) Паул Бидерман (1:45,62)           | 7:09,23  | КВ   |
| 4.   | 2    | 3     | Аустралија                | Дејвид Макион (1:48,25) Камерон Макивој (1:47,89) Нед Макендри (1:47,55) Рајан Наполион (1:46,81)          | 7:10,50  | КВ   |
| 5.   | 2    | 6     | Уједињено Краљевство      | Дејвид Кери (1:48,82) Рос Давенпорт (1:47,59) Роб Бејл (1:49,85) Роби Ренвик (1:46,44)                     | 7:10,70  | КВ   |
| 6.   | 2    | 5     | Кина                      | Ли Џиву (1:48,83) Ли Јинђи (1:47,27) Хаиђи Ђанг (1:47,56) Даи Ђин (1:47,69)                                | 7:11,35  | КВ   |
| 7.   | 1    | 8     | Јужноафричка Република    | Даријан Таунсенд (1:48,09) Џин Басон (1:48,12) Себастијен Русо (1:47,67) Чад ле Клос (1:47,63)             | 7:11,51  | КВ   |
| 8.   | 1    | 2     | Мађарска                  | Доминик Козма (1:47,24) Петер Бернек (1:48,94) Ласло Чех (1:48,19) Герге Киш (1:47,27)                     | 7:11,64  | КВ   |
| 9.   | 1    | 3     | Јапан                     | Јуки Кобори (1:48,00) Шо Сотодате (1:47,30) Чијаки Ишибаши (1:48,38) Јуја Хорихата (1:48,06)               | 7:11,74  |      |
| 10.  | 2    | 1     | Русија                    | Артем Лобузов (1:48,30) Јевгени Лагунов (1:47,40) Михаил Полишчук (1:48,82) Александар Сухоруков (1:47,34) | 7:11,86  |      |
| 11.  | 1    | 6     | Италија                   | Ђанлука Маља (1:48,39) Алекс ди Ђорђо (1:47.93) Рикардо Маестри (1:47,94) Марко Белоти (1:48,53)           | 7:12,69  |      |
| 12.  | 2    | 8     | Белгија                   | Дитер Деконинк (1:48,62) Глен Сургелос (1:48,22) Луис Крунен (1:49,32) Питер Тимерс (1:48,28)              | 7:14,44  |      |
| 13.  | 1    | 1     | Данска                    | Данијел Сканинг (1:48,98) Пал Јенсен (1:49,40) Андерс Лие (1:47,59) Мадс Глеснер (1:49,07)                 | 7:15,04  |      |
| 14.  | 2    | 7     | Канада                    | Блејк Ворсли (1:48,23) Колин Расел (1:48,54) Тобијас Оривол (1:49,24) Алек Пејџ (1:49,21)                  | 7:15,22  |      |
| 15.  | 1    | 7     | Нови Зеланд               | Метју Стенли (1:47,88) Стивен Кент (1:49,92) Дилан Данлоп Барет (1:49,51) Енди Макмилан (1:49,87)          | 7:17,18  |      |
| 16.  | 2    | 2     | Аустрија                  | Давид Брандл (1:49,80) Кристијан Шерубл (1:48,64) Маркус Роган (1:48,13) Фллоријан Јанистин (1:51л37)      | 7:17л94  |      |

## Финале
| Пла. | Стаза | НОК                       | Пливачи                                                                                             | Резултат | Нап. |
| ---- | ----- | ------------------------- | --------------------------------------------------------------------------------------------------- | -------- | ---- |
|      | 4     | Сједињене Америчке Државе | Рајан Локти (1:45,15) Конор Двајер (1:45,23) Рики Беренс (1:45,27) Мајкл Фелпс (1:44,05)            | 6:59,70  |      |
|      | 5     | Француска                 | Амори Лево (1:46,70) Грегори Моле (1:46,83) Клемон Лефер (1:46,00) Јаник Ањел (1:43,24)             | 7:02,77  | НР   |
|      | 7     | Кина                      | Хао Јин (1:47,12) Ли Јинђи (1:46,46) Хаиђи Ђанг (1:47,17) Суен Јанг (1:45,55)                       | 7:06,30  |      |
| 4.   | 3     | Немачка                   | Паул Бидерман (1:46,15) Димитри Колупаев (1:46,36) Тим Валбургер(1:47,48) Клеменс Рап (1:46,60)     | 7:06,59  |      |
| 5.   | 6     | Аустралија                | Томас Фрејжер Холмс (1:46,13) Кенрик Монк (1:46,67) Нед Макендри (1:47,60) Рајан Наполион (1:46,60) | 7:07,00  |      |
| 6.   | 2     | Уједињено Краљевство      | Роби Ренвик (1:46,93) Ијан Лојд (1:47,40) Роб Бејл (1:47,45) Рос Давенпорт (1:47,55)                | 7:09,33  |      |
| 7.   | 1     | Јужноафричка Република    | Даријан Таунсенд (1:47,25) Себастијен Русо (1:47,36) Чад ле Клос (1:47,15) Џин Басон (1:47,89)      | 7:09,65  |      |
| 8.   | 8     | Мађарска                  | Доминик Козма (1:46,94) Ласло Чех (1:48,06) Петер Бернек (1:48,74) Герге Киш (1:49,92)              | 7:13,66  |      |